# Piemontul Munților Metaliferi - Vințu
Piemontul Munților Metaliferi - Vințu este o arie de protecție specială avifaunistică (sit SPA) situată în partea sud-vestică a Transilvaniei (România), pe teritoriile județelor Alba (46%) și Hunedoara (54%).

## Localizare
Aria naturală se întinde în extremitatea central-vestică a județului Alba, pe teritoriile administrative ale comunelor Blandiana, Șibot și Vințu de Jos și pe cel al municipiului Alba Iulia și în cea estică a județului Hunedoara, pe teritoriile orașelor Geoagiu și Simeria și pe cele ale comunelor Hărău, Rapoltu Mare și Turdaș. Situl este mărginit de Autostrada A1.

## Înființare
Situl ”Piemontul Munților Metaliferi - Vințu” (cu o suprafață totală de 8.369,7 ha.) a fost declarat arie de protecție specială avifaunistică prin Hotărârea  de Guvern nr. 971 din 5 octombrie 2011 (pentru modificarea și completarea Hotărârii Guvernului nr. 1.284/2007 privind declararea ariilor de protecție specială avifaunistică ca parte integrantă a rețelei ecologice europene Natura 2000 în România). Acesta include rezervația naturală Măgura Uroiului.

## Biodiversitate
Aria protejată (încadrată în bioregiunea geografică continentală a luncii Mureșului, în partea sud-estică munților Metaliferi și cea estică a munților Trăscău) reprezintă o zonă naturală alcătuită din păduri de foioase, păduri de conifere, păduri în tranziție, tufărișuri, râuri, pajiști, fânețe, pășuni, terenuri arabile, culturi, vii și livezi; ce asigură condiții de hrană, cuibărit și viețuire pentru efective de păsări migratoare, de pasaj sau sedentare.

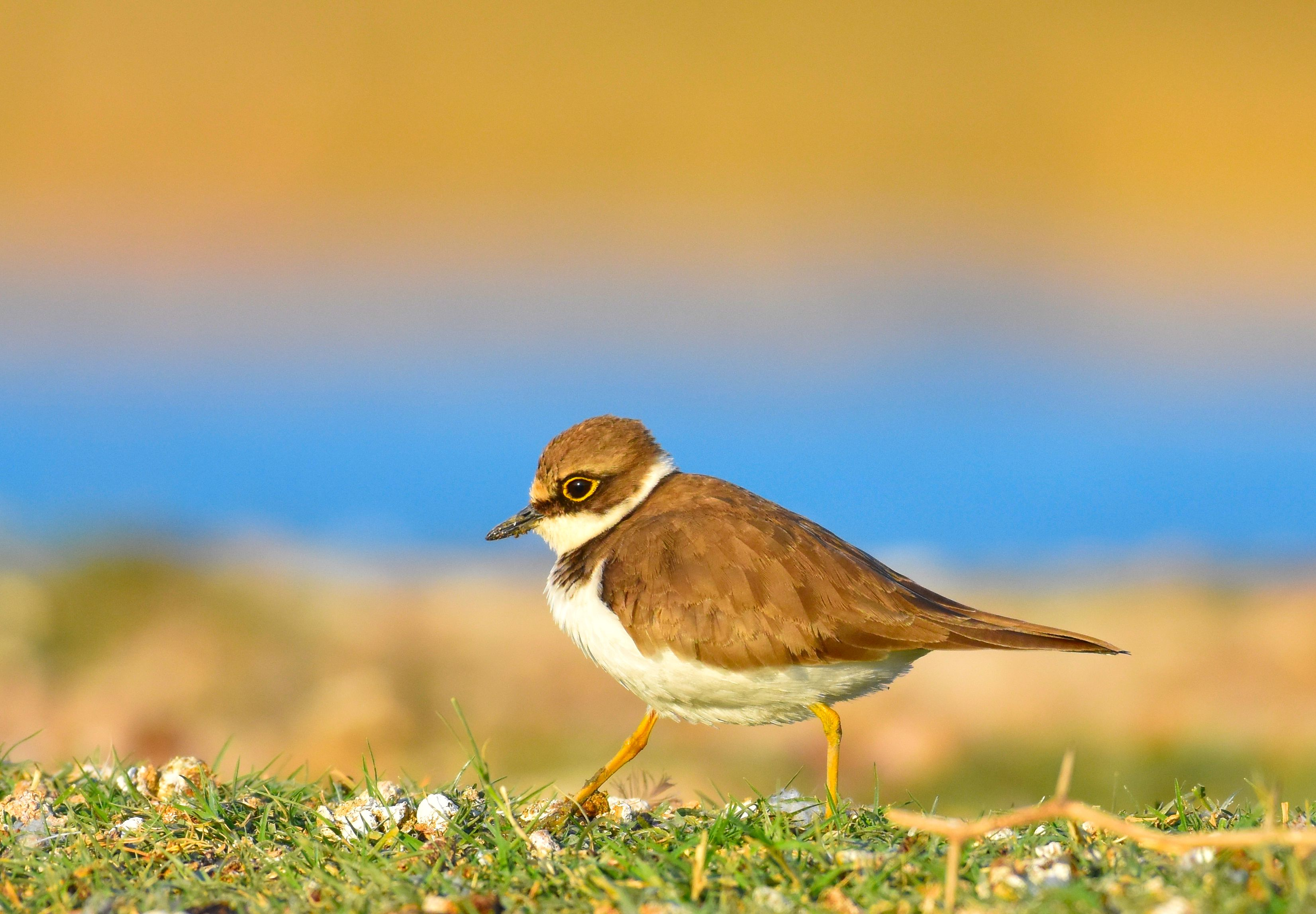
Prundaș gulerat mic (Charadrius dubius)

La baza desemnării sitului se află mai multe specii avifaunistice protejate la nivel european (prin Directiva CE 147/CE din 30 noiembrie 2009, privind conservarea păsărilor sălbatice - anexa II-a) și aflate pe lista roșie a IUCN; astfel: fluierar de munte (Actitis hypoleucos), pescăruș albastru (Alcedo atthis), rață mică (Anas crecca), rață mare (Anas platyrhynchos), fâsă de câmp (Anthus campestris), acvilă-țipătoare-mică (Aquila pomarina), stârc cenușiu (Ardea cinerea), bufniță (Bubo bubo), caprimulg (Caprimulgus europaeus), prundaș gulerat mic (Charadrius dubius), chirighiță neagră (Chlidonias niger), barză albă (Ciconia ciconia), barză neagră (Ciconia nigra), șerpar (Circaetus gallicus), erete vânăt (Circus cyaneus), cristel de câmp (Crex crex), ciocănitoare de stejar (Dendrocopos medius), ciocănitoare de grădină (Dendrocopos syriacus), ciocănitoare neagră (Dryocopus martius), egretă mare (Egretta alba), presură de grădină (Emberiza hortulana), șoim de iarnă (Falco columbarius), șoim călător (Falco peregrinus), vânturel de seară (Falco vespertinus), lișiță (Fulica atra), cufundar polar (Gavia arctica), cufundar mic (Gavia stellata), codalb (Haliaeetus albicilla), sfrâncioc roșiatic (Lanius collurio), sfrânciocul cu frunte neagră (Lanius minor), pescăruș râzător (Larus ridibundus), ciocârlie de pădure (Lullula arborea), prigoare (Merops apiaster), ciuf pitic (Otus scops), vultur pescar (Pandion haliaetus), viespar (Pernis apivorus), cormoran mare (Phalacrocorax carbo), ciocănitoare verzuie (Picus canus), lăstun de mal (Riparia riparia), turturică (Streptopelia turtur), huhurez mare (Strix uralensis), silvie porumbacă (Sylvia nisoria) și corcodel mic (Tachybaptus ruficollis).

## Căi de acces
- Autostrada A1: Alba Iulia - Simeria - drumul județean DJ700A. După trecerea podului peste râul Mureș se virează la dreapta pe drumul județean DJ107A. Se urmează drumul până la Rapoltu Mare.